# Италианска градина
Италианската градина е градински стил с късноренесансов произход, характеризиращ се с геометрично подразделение на пространствата чрез редици дървета и живи плетове, растителни скулптури с различни форми, получени чрез подрязване на вечнозелени храсти (Ars topiaria), геометрични водни елементи, често съчетани с архитектурни елементи като фонтани и статуи.
Той повлиява дълбоко върху цялата история на градинарството, като също е решаващ за раждането на френската градина и с контраст – на английската градина.
Изразът „официална градина“ често означава италианска градина или френска градина.

## История
Италианската градина, която се развива в Италия около средата на XVI век, е еволюцията на средновековната градина.
Първата италианска геометрична градина традиционно се приписва на гения на Николò Триболо, който работи във Флоренция върху градините на вилата на Медичите в Кастело, вила Корсини в Кастело и след това върху Градина „Боболи“, осигурявайки модел, който след това е разработен живописно през XVII и XVIII век.
Едва през XIX век неофициалната градина или английският парк предоставя нов ландшафтен модел, който в някои случаи включва замяната на геометричните градини, а в други просто ги обгражда, като се създава в други зони. Между XIX и XX век формализмът се възражда с дейността на озеленители като Сесил Пинсънт, но би могло да се каже, че никога не е изчезнал.

## Описание
Характеристика, която се среща във всички официални градини, са декорациите на земята, направени с цветни лехи, жив плет от вечнозелени растения (често чемшир) и флоралните декорации на моравата или на фона на цветен чакъл.
В допълнение към отделните храсти, подрязани с геометрични форми, официалните градини често имат големи групи от растения или растителни комплекси от дървета или храсти, подрязани според геометрични форми, например дървета с височина дори над 20 метра, подрязани в шпали, като за създаване на истински архитектури зеленчуци. Със същата логика лабиринти, тунели, колонади и амфитеатри (т. нар. teatro di verzura, „театър на зеленината“) се изграждат в официални градини.
Настилката е от трамбована пръст, цветен чакъл или английска морава.
Друг често присъстващ елемент е тайната градина: запазена зона, скрита в растителността или зад стена, използвана за отглеждане на редки растения или за да остане извън полезрението.

## Използвана растителност
По-долу са показани преобладаващите видове растения, използвани в официалните градини.

### Топиарни растения
- Buxus sempervirens
- Thuja occidentalis
- Ligustrum ovalifolium

### Дървета
- Carpinus betulus
- Platanus occidentalis
- Cupressus sempervirens
- Quercus ilex
- Populus alba
- Acer pseudoplatanus
- Tilia cordata

### Храсти
- Juniperus x pfitzeriana
- Pieris forest flame
- Lavandula officinalis
- Ficus repens
- Ilex aquifolium
- Rosmarinus officinalis
- Santolina chamaecyparissus
- Russelia equisetiformis